# 関根只誠
関根 只誠（せきね しせい、文政8年（1825年） - 明治26年（1893年）4月18日）は、明治期の演劇通。
江戸生まれ。元の名は松屋七兵衛で、幕府の御用達を務めた。書籍の収集を趣味とし、明治に入ってから歌舞伎関係の著書を多く著した。交際範囲が広く、劇界の通人として知られた。墓所は染井霊園。
息子に、国文学者の関根正直、演劇・芸能評論家の関根黙庵。関根家は多くの学者を輩出する家系となった。

## 著書
- 名人忌辰録 吉川半七, 1894
- 演劇叢話 広文堂書店, 1914
- 東都劇場沿革誌 1917
- 浮世絵百家伝 六合館, 1925
- 戯場年表 1978
  - 復刊
- 東都劇場沿革誌料 国立劇場芸能調査室, 1983-84 (歌舞伎資料選書)
- 演劇叢話 クレス出版, 1996 (近世文芸研究叢書)